# VŠE Falcons Prague
VŠE Falcons Prague je pražský univerzitní hokejový tým reprezentující Vysokou školu ekonomickou. Od sezóny 2024/25 startuje v Univerzitní lize ledního hokeje.

## Historie
Ještě před vznikem Falcons reprezentovali studenti VŠE spolu se studenty ČVUT a ČZU tým Engineers Prague.
Od sezóny 2023/24 však za Engineers hrají jen studenti ČVUT a i to bylo impulzem pro vytvoření hokejového klubu na VŠE, který byl založen v prosinci 2023 Markem Kosinou a Lukášem Vopatem.
Hned ve své první sezóně byli Falcons součástí diváckého rekordu Univerzitní ligy, když na semifinálová utkání Bitvy o Prahu 2024 přišlo 9200 diváků.

## Historické názvy
- 2024 – VŠE Falcons Prague (Vysoká škola ekonomická Falcons Prague)

## Statistiky

### Přehled ligové účasti

#### Stručný přehled
- 2024– : ULLH

#### Jednotlivé ročníky
| Česko (2024-) |        |    |    |                                                        |          |       |
| Ročník        | Soutěž | PK | ZČ | Play-off                                               | Cel. um. | Pozn. |
| 2024/2025     | ULLH   | 12 | 6. | Semifinále (prohra 0:2 na zápasy s Black Dogs Budweis) | 4.       |       |